# Pchou
Pchou (biał. Пхоў, ros. Пхов) – stacja kolejowa w miejscowości Mozyrz, w rejonie mozyrskim, w obwodzie homelskim, na Białorusi. Leży na linii Żłobin - Mozyrz - Korosteń.